# Soumâa
Soumâa è un villaggio del Provincia di Boumerdès nello stato dell'Algeria.

## Geografia fisica
Il villaggio è circondato dal fiume Meraldene e dal fiume Isser, nonché dalla città di Thénia nella catena montuosa di Khachna.